# مهمات

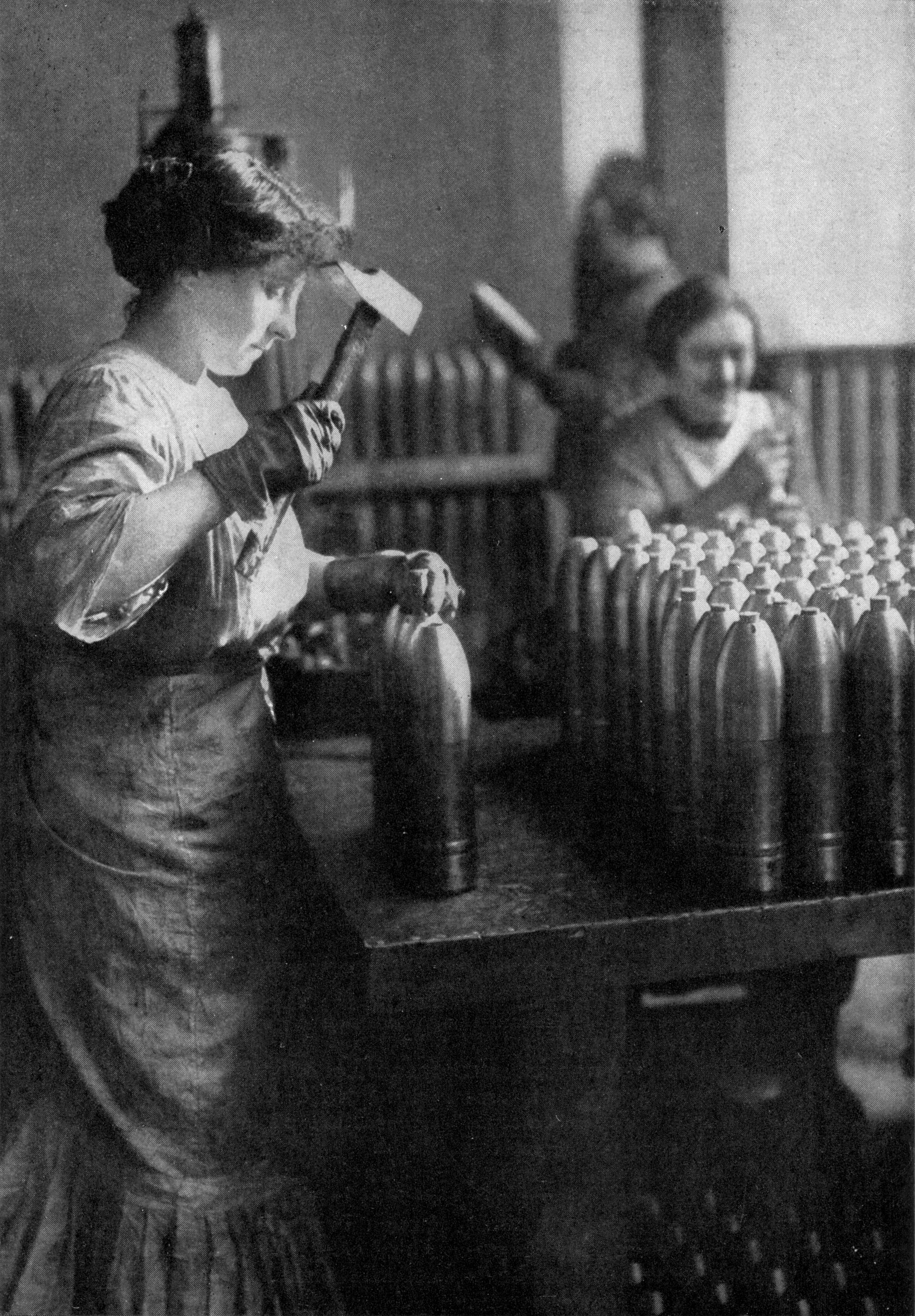
یک کارخانه مهمات در فرانسه در سال ۱۹۱۷

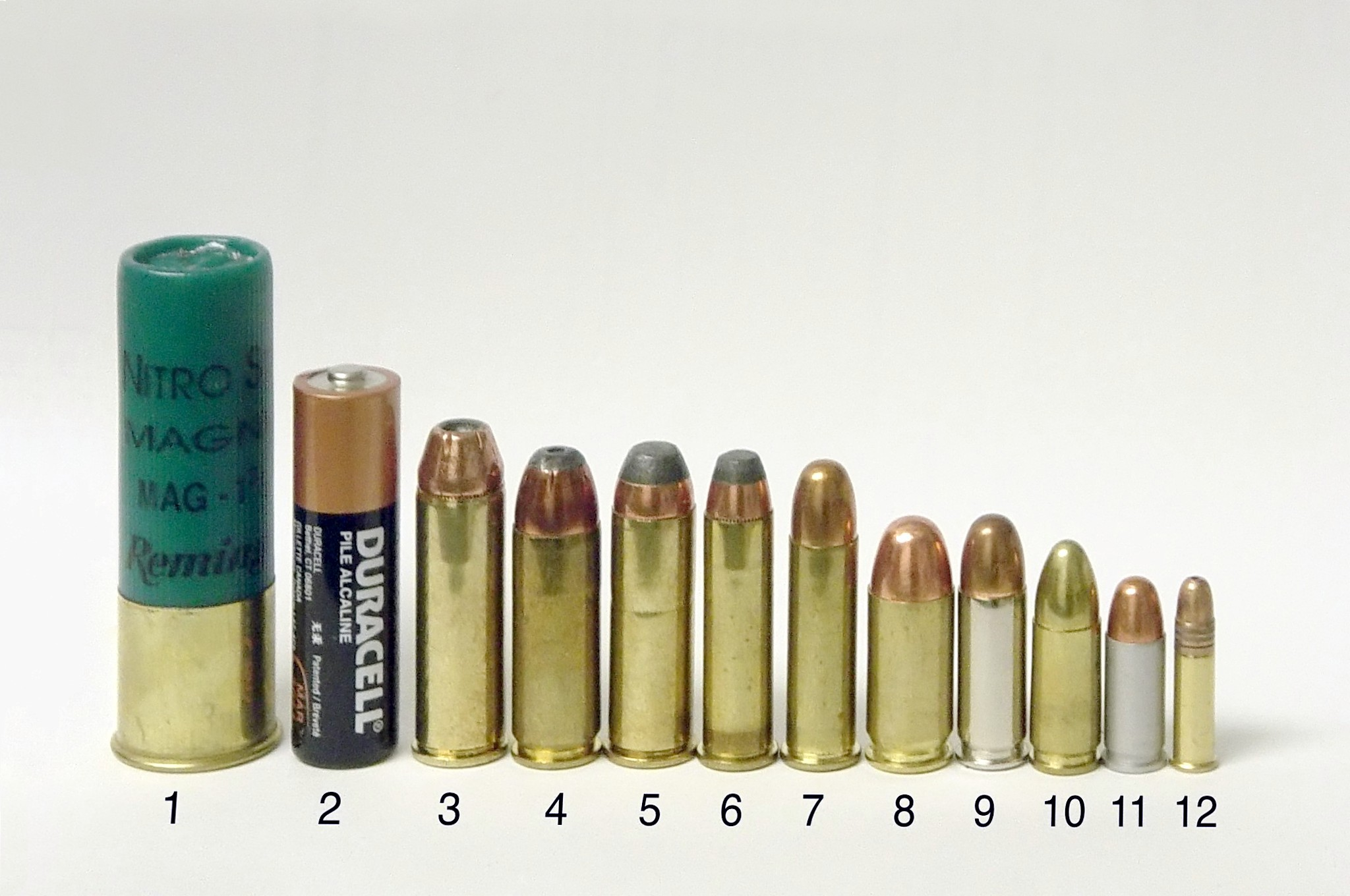
مقایسه انواع فشنگ

مُهِمّات، مواد منفجره‌ای است که برای استفاده در جنگ‌افزار کاربرد دارد و همچنین خَرج، نام دیگری است برای ماده انفجاری در سلاح‌های گرم.
در دوران قاجار، بیشتر به انبار مهمات و اسلحه، «قورخانه» گفته می‌شد؛ اما امروزه اغلب به محل ساخت و ذخیرهٔ مهمات و جنگ‌افزار، زرادخانه گفته می‌شود.